# Rhynchosporina meinersii
Rhynchosporina meinersii är en svampart som först beskrevs av R. Sprague, och fick sitt nu gällande namn av Arx 1957. Rhynchosporina meinersii ingår i släktet Rhynchosporina, divisionen sporsäcksvampar och riket svampar.   Inga underarter finns listade i Catalogue of Life.